# 本多重正
本多 重正（ほんだ しげまさ、? - 元亀3年3月11日（1572年4月23日））は、戦国時代の武将。通称作左衛門、次郎九郎、次郎大夫。諱は重基、重信とも伝わる。

## 略歴
本多信正の子。三河国額田郡大平村の住人であり、松平清康・広忠親子に仕えた。
元亀3年（1572年）3月11日死去。法名了願。墓所は大樹寺。子に本多重次がいる。